# Laurier Veilleux
 (septembre 2021).
Œuvres principales
- Recueils de poésie :
  - 1992 : Nouaison
  - 1994 : La peur des éclipses
  - 1995 : De l'espoir et autres choses inutiles
  - 1998 : Précipité de la mémoire
  - 2007 : Jeux d'ouvertures
  - 2015 : « Éternités bâclées » avec Monique Laforce
  - 2016 « Jeux d'ouvertures II » complément

Laurier Veilleux, né à Saint-Benjamin, en Beauce, le 30 septembre 1946, est un professeur de littérature et de création littéraire et un auteur québécois.

## Biographie
Laurier Veilleux détient un baccalauréat ès arts, obtenu après un cours classique au Séminaire de Saint-Georges de Beauce, puis une licence en lettres de l'Université Laval à Québec.
En 1987, il obtient, de l'Université Laval, une maîtrise en création littéraire.
Professeur retraité du Cégep François-Xavier-Garneau de Québec, Laurier Veilleux a été chargé de cours en création littéraire à l'Université Laval. Il donne aussi des ateliers en Camp littéraire, sur le « fragment », et continue à se consacrer à l'écriture de poèmes.
Son œuvre évoque l'existence, entre la douceur de la neige et la violence des glaciers, dans la beauté de son cours comme dans la douleur de sa finalité.

## Distinctions
- 1978 : troisième prix du Concours de poésie Octave-Crémazie, Salon du Livre de Québec